# Toyota Vitz
Der Toyota Vitz ist ein Pkw von Toyota.

## Geschichte
Der in Europa bekannte Kleinwagen Toyota Yaris wurde in den ersten drei Generationen XP10, XP9 und XP13 auf dem japanischen Heimatmarkt als Toyota Vitz vermarktet. Die vierte Generation der Baureihe XP21 erhielt dann auch in Japan den Modellnamen Yaris.
Da zahlreiche Exemplare nach Afrika importiert wurden, präsentierte Toyota im Januar 2023 für einige afrikanische Märkte einen Kleinstwagen unter dem Modellnamen Vitz. Er ist baugleich zur zweiten Generation des Suzuki Celerio. Bereits 2017 beschlossen Toyota und Suzuki eine Partnerschaft. Dabei werden Suzuki-Modelle auf Toyota-Basis in Europa angeboten (Suzuki Across, Suzuki Swace). Im Gegenzug entwickelt Suzuki für Indien und Afrika Fahrzeuge, die dann auch als Toyota vermarktet werden. Neben dem Vitz ist hier auch der Toyota Glanza/Starlet zu nennen.

## Die Baureihen im Überblick

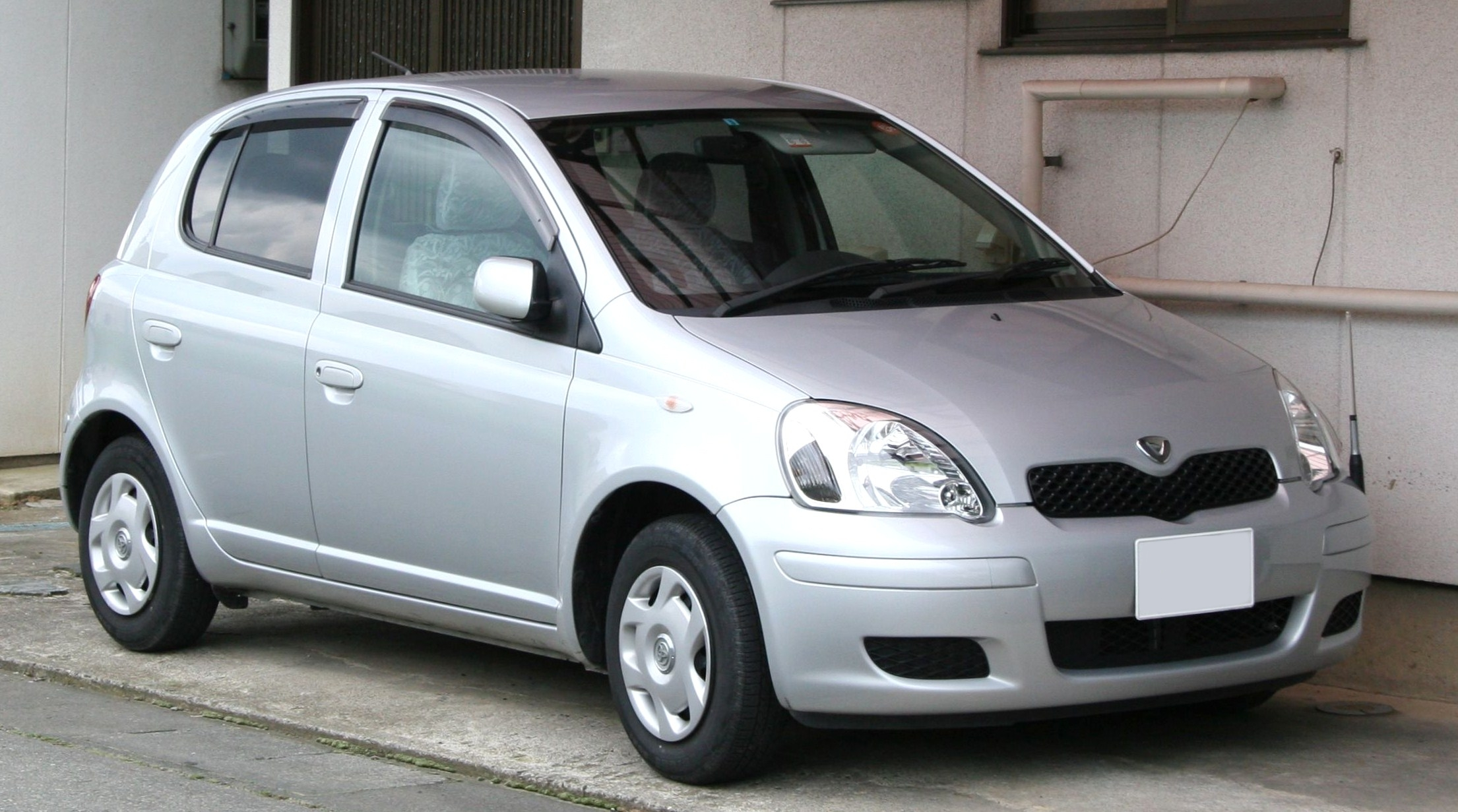
Toyota Vitz XP10 1998–2005
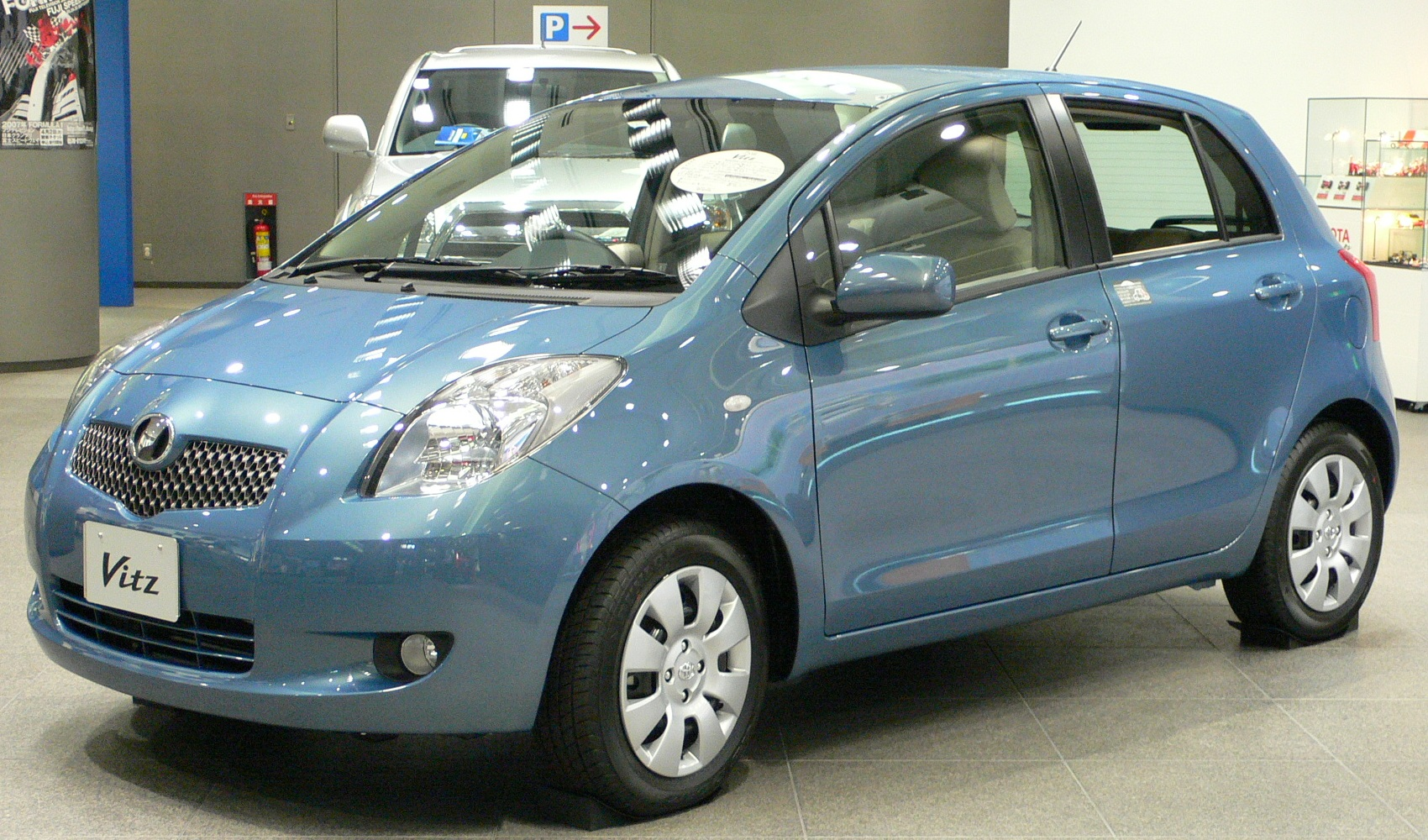
Toyota Vitz XP9 2005–2010
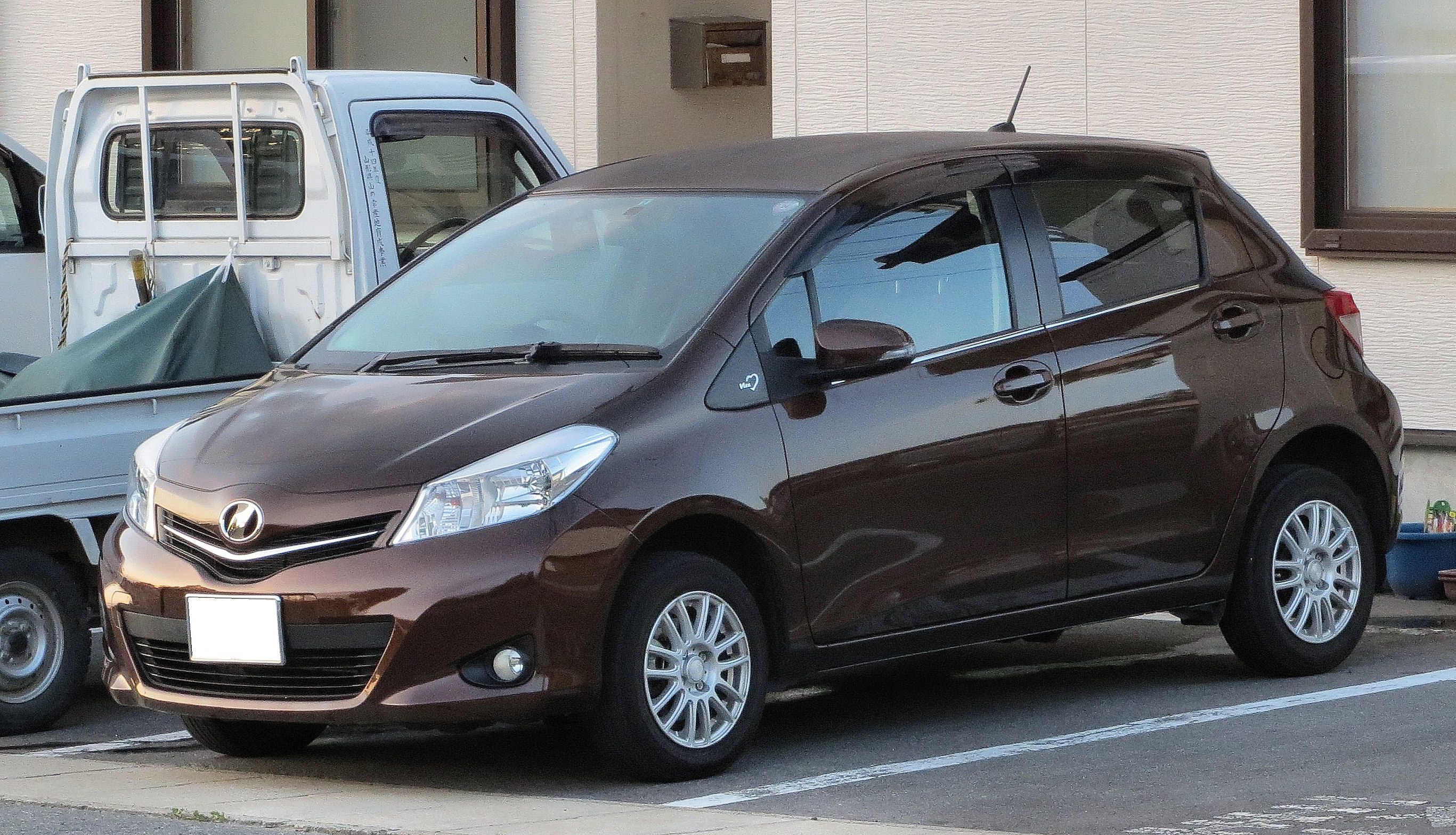
Toyota Vitz XP13 2010–2020